# Culex garioui
Culex garioui är en tvåvingeart som beskrevs av Bailly-choumara 1966. Culex garioui ingår i släktet Culex och familjen stickmyggor. Inga underarter finns listade i Catalogue of Life.